# Gusanos de arena de Dune
Gusanos de arena de Dune es la segunda de las dos novelas escritas por Brian Herbert y Kevin J. Anderson como continuación de la saga original de novelas de Dune escritas por Frank Herbert. Los autores afirman que se basaron en las notas y material dejados por Frank Herbert. Tanto ésta novela como su antecesora, Cazadores de Dune, representan su versión de "Dune 7", nombre del proyecto sobre la continuación planeada por Frank Herbert para su saga original.

## Trama
La trama central de Gusanos de arena de Dune y de su antecesora se centra en la odisea de la no nave en la que Duncan Idaho, la rebelde Sheeana, un grupo de refugiados judíos y los cuatro futars cautivos escapan del antiguo Universo Conocido con siete gusanos de arena en sus bodegas a una zona desconocida de la galaxia, huyendo de las terribles Honoradas Matres y de su misterioso y poderoso Enemigo. También en los esfuerzos de Murbella para cohesionar el antiguo imperio alrededor de su Nueva Hermandad y fortalecerse frente a la amenaza exterior.

## Personajes
Los personajes principales se listan a continuación por grupos o alianzas. Estas alianzas pueden cambiar a lo largo de la serie de novelas, o revelarse de modo distinto.

### La Ítaca
Gigantesca no nave capturada a las Honoradas Matres al final de Herejes de Dune, durante Casa Capitular Dune fue alojamiento para varios refugiados acogidos por la Bene Gesserit. Adquirió su nombre en Cazadores de Dune, después de que una facción contraria a la integración con las Honoradas Matres la usara para escapar a zonas inexploradas del universo.
- Reverenda Madre Sheeana, la antigua joven huérfana de Arrakis, capaz de comunicarse con los gusanos de arena. Centro de las manipulaciones de la Missionaria Protectiva, líder de las disidentes que escapan de Casa Capitular.
- Duncan Idaho, último de una serie de doce gholas desarrollados a petición de la Bene Gesserit. Pareja de Murbella, escapa en la Ítaca huyendo de la red de taquiones de los ancianos Daniel y Marty.
- Miles Teg, ghola del antiguo Bashar de la Bene Gesserit, desarrollado para enfrentarse a las Honoradas Matres. Hereda las capacidades de hipervelocidad y visión de los no campos.
- Scytale, último Maestro tleilaxu vivo, en una cápsula de entropía nula guarda muestras celulares de grandes figuras de la historia del Universo Conocido.
- Futars, híbridos de humano y felino, desarrollados por los nuevos danzarines rostro en la Dispersión para cazar y devorar Honoradas Matres. Acogidos durante la batalla de Conexión, son la clave para descubrir la filiación de sus "Adiestradores" con el Enemigo.
- Rabino, viejo rabino judío, acogido por la Bene Gesserit tras proteger a Lucilla durante Herejes de Dune.
- Rebecca, Reverenda Madre salvaje de los judíos, transmisora de las miríadas de memorias recogidas por Lucilla en extremis durante la destrucción del planeta escuela Lampadas. Se ofrece voluntaria para que se desarrollen tanques axlotl en la nave Ítaca.
- Gholas, se desarrollan una serie de gholas de grandes figuras de la historia de Dune (ver Trama).

### La Nueva Hermandad
Fruto de la difícil integración de las Honoradas Matres en la Hermandad Bene Gesserit, se convierte en el eje alrededor del cual se articula la defensa de la Humanidad frente al Enemigo.
- Murbella, Madre Comandante de la Nueva Hermandad. Pareja de Duncan Idaho, tiene varias hijas con él. Tras la muerte de Odrade y el asesinato de la Gran Honorada Matre Logno asume el poder en ambas organizaciones e inicia el proceso de integración.
- Janess, hija de Murbella y Duncan Idaho, asume el liderato de las Valquirias y recupera las técnicas de los Maestros Espadachines de Ginaz en honor a su padre.
- Valquirias, fuerza de élite especialmente entrenada de la Nueva Hermandad.

### Enemigos
El Enemigo del que huyen las Honoradas Matres y los ancianos Daniel y Marty que Idaho veía tras la red de taquiones en Casa Capitular Dune resultan ser Omnius y Erasmus, la supermente y el robot que esclavizaban a la humanidad en tiempos de la Yihad Butleriana, huidos a los confines del Universo y que durante quince mil años preparan el retorno y eliminación de la humanidad.
- Omnius, supermente huida de la Yihad Butleriana, busca la eliminación de la raza humana. Bajo la encarnación de Daniel se deja ver por Idaho tras la red de taquiones que quiere atraparle.
- Erasmus, robot independiente huido de la Yihad Butleriana, muy interesado en el estudio y posible mejora de la raza humana. Bajo la encarnación de Marty desarrolla los nuevos Danzarines Rostro perfeccionados a partir de los danzarines tleilaxu.
- Khrone, líder de los nuevos danzarines rostro al servicio de Omnius y Erasmus. Su objetivo personal es la independencia y ascenso al poder de los danzarines rostro.
- Adiestradores, nuevos danzarines rostro que desarrollan a los futars, híbridos de humano y felino, para cazar y matar Honoradas Matres.
- Barón Vladimir Harkonnen, ghola desarrollado por orden de Khrone con objeto de usarlo para la educación y condicionamiento del ghola Paolo.
- Paolo, ghola de Paul Atreides desarrollado por orden de Khrone como posible reemplazo del ghola de Paul de la Ítaca.
- Hellica, Madre Superiora de las Honoradas Matres rebeldes, finalmente se demuestra haber sido substituida por uno de los nuevos danzarines rostro.

### Otros personajes
Además de las facciones mencionadas, otros personajes y grupos del antiguo imperio y de la Dispersión tienen cabida en la novela.
- Oráculo del Tiempo, mente independiente, se revela finalmente como Norma Cenva, antigua precursora y referente de los navegantes de la Cofradía Espacial.
- Cofradía Espacial, organización clave en el transporte y la economía del imperio, recurren a la confederación ixiana para compensar la carestía de melange provocada por la destrucción de los planetas tleilaxu y de Arrakis por las Honoradas Matres.
- Edrik, navegante de la cofradía, preocupado por la carestía de melange y la posible exclusión de los navegantes en la Cofradía, encarga el desarrollo de un ghola de un Maestro tleilaxu para recuperar la tecnología axlotl que posibilita la producción de especia sintética.
- Ixianos, antigua Casa Vernius, la Confederación ixiana se especializa en el desarrollo de tecnologías rayanas en las prohibiciones butlerianas. Infiltrados por los nuevos danzarines rostro, venden a la Cofradía tecnología procedente de las Máquinas Pensantes.
- Richese, antigua Casa Richese, dedicada a la producción tecnológica a gran escala. Destruidos por Hellica para detener y retrasar la formación de la fuerza militar de la Nueva Hermandad.
- Uxtal, tleilaxu perdido de la Dispersión, es capturado por Khrone y obligado a trabajar en Tleilax en el desarrollo de los gholas del Barón y Paul Atreides para los nuevos danzarines rostro.
- Waff, ghola del antiguo Maestro tleilaxu. Desarrollado aceleradamente por Uxtal a petición de Edrik, tiene lagunas en sus memorias. Acuerda con Edrik el desarrollo de una variación de los gusanos de arena de arrakis para asegurar su provisión de melange.
- Fibios, híbridos humano-anfibio, desarrollados en la dispersión para la explotación de medios y planetas acuáticos. En Buzzell se dedican a la recolección de soopiedras.

## Referencia bibliográfica
- Frank Herbert, Dune. Barcelona: Ediciones Debolsillo, 2003. ISBN 978-84-9759-682-4
- Frank Herbert, Casa Capitular Dune. Ediciones Debolsillo: Barcelona, 2003. ISBN 978-84-9759-770-8
- Brian Herbert, Kevin J. Anderson Cazadores de Dune. Plaza & Janés, Barcelona, 2008. ISBN 978-84-01-33679-9
- Brian Herbert, Kevin J. Anderson Gusanos de arena de Dune. Plaza & Janés, Barcelona, 2009. ISBN 978-84-01-33727-7